# Pierre Gurdjian
Pierre Gurdjian (Wilrijk, 8 februari 1961) is een Belgisch bestuurder.

## Levensloop
Pierre Gurdjian studeerde af als handelsingenieur aan de Vrije Universiteit Brussel (1984) en behaalde een MBA aan de Harvard University in de Verenigde Staten (1986). Van 1988 tot 2015 werkte hij bij consultancybureau McKinsey & Company, waar hij zijn carrière als senior partner beëindigde. Sinds 2015 is hij docent aan de Solvay Brussels School.
Hij bekleedt verschillende bestuursmandaten. Hij is bestuurder van het farmaceutisch bedrijf UCB sinds 2016, kalkgroep Lhoist sinds 2017 en chemiebedrijf Solvay sinds 2022. Bij Solvay volgde hij begin 2024 Nicolas Boël als voorzitter op. Verder is hij bestuurder van de Muziekkapel Koningin Elisabeth sinds 2018. Begin 2016 volgde Gurdjian Eric De Keuleneer als voorzitter van de raad van bestuur van de Université libre de Bruxelles op. Bernard De Cannière volgde hem begin 2024 op. Hij is lid van de Young Presidents' Organization en bestuurder van het UWC Dilijan in Armenië en was voorzitter van YouthStart Belgium en de Harvard Club of Belgium.
In 2020 was Gurdjian medeoprichter van Belgium's 40 under 40, een project dat jonge ondernemers ondersteunt.
In 2024 kreeg hij de titel van baron.